# أندريه فور
أندريه فور (بالفرنسية: André Faure)‏ كان سياسيًا فرنسيًا تولى منصب عمدة ليموج خلال فترة الاحتلال من عام 1941 إلى 1944. ولد في ليموج، 3 أغسطس 1880 وتوفي فيها في 12 ديسمبر 1967.

## السيرة الذاتية
قاد قائمة اليمين في الانتخابات البلدية في ليموج قبل الحرب. عمل في مجال الصناعة، حيث ترأس شركة متخصصة في تصنيع آلات التشغيل، والتي بقيت قائمة حتى بداية القرن الحادي والعشرين.
عينه نظام فيشي عمدةً لمدينة ليموج في 10 فبراير 1941 خلفًا ليون بيتول. اشتهر بميوله للكاثوليكية القومية، لكنه كان إداريًا متعاونًا أكثر من كونه ناشطًا سياسياً. تميزت إدارته بالتحفظ والبراغماتية، ما جعل سجله في الأرشيف نادرًا وأعماله خلال فترة رئاسته للبلدية غير معروفة إلى حد كبير.
طلب في يوليو 1944 إعفاءه من مهامه مع مجلسه البلدي، واقترح تعيين عمدة جديد. خلفه هنري شادورن، الذي انتخبته الهيئة البلدية في 6 سبتمبر 1944. توفي عام 1967.
يعد آخر عمدة يميني لمدينة ليموج قبل انتخاب إميل روجيه لومبرتي في عام 2014.